# John Bodkin Adams
John Bodkin Adams (Randalstown, 21 januari 1899 — Eastbourne, 4 juli 1983) was een van moord verdachte Engelse arts.
John Adams was een huisarts in Eastbourne. Sinds 1946 was hij door overleden patiënten meer dan honderd keer begunstigd. Sommige van deze patiënten stierven onder verdachte omstandigheden. Hij was lid van het christelijke kerkgenootschap Vergadering van gelovigen.

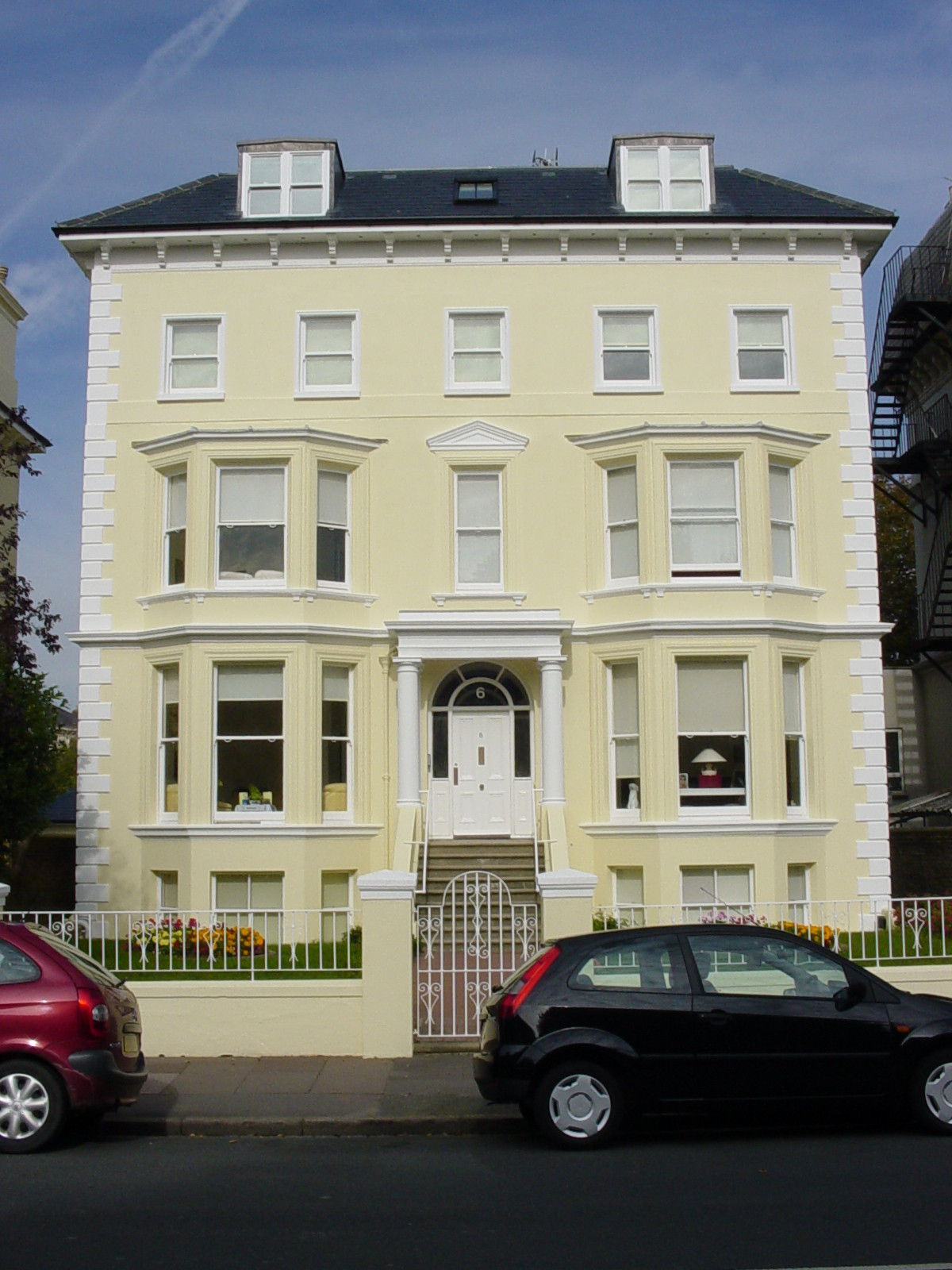
Kent Lodge, woonplaats van John Bodkin Adams

## Edith Alice Morrell
Een van Adams' patiënten was Mrs. Edith Alice Morrell, een rijke weduwe. Ze had een hartaanval gehad, was gedeeltelijk verlamd en leed aan artritis. In 1949 verhuisde ze naar Eastbourne, waar ze onder Adams' zorg kwam te staan. Hij gaf haar morfine en heroïne om haar pijn te verlichten. Mrs. Morrell maakte tijdens haar ziekbed verscheidene testamenten. In sommige kreeg John Adams grote sommen geld of antiek meubilair; in andere werd hij niet eens genoemd. Op 24 augustus 1950 liet ze definitief in haar testament opnemen dat dokter Adams niets kreeg en op 13 november stierf ze. Volgens de dokter was ze gestorven aan een hersentrombose. Ondanks de clausule in het testament werden Adams een som geld, een Rolls-Royce en een antiek dressoir toegewezen.

## Gertrude Hullett
Gertrude Hullett, een andere rijke patiënt van John Adams, werd in juli 1956 ziek. Toen ze haar bewustzijn had verloren, belde de dokter naar de lijkschouwer om een afspraak voor de autopsie te maken - en dat terwijl Mrs. Hullett nog niet eens dood was. De patholoog-anatoom was geschokt en beschuldigde dokter Adams van 'grove onbekwaamheid'. Mrs. Hullett stierf op 23 juli 1956. Adams gaf een hersenbloeding aan als de doodsoorzaak. Francis Camps, de lijkschouwer, betwistte dit en beschuldigde Adams ervan de vrouw te hebben vergiftigd met slaappillen. Die verdenking werd gesterkt toen duidelijk werd dat Mrs. Hullett haar Rolls-Royce had nagelaten aan de dokter. Een officieel onderzoek concludeerde dat Mrs. Hullett zelfmoord had gepleegd, en Adams kreeg slechts een berisping.

## Onderzoek en rechtszaak
De Scotland Yard was echter nog steeds alert. Na een paar maanden van nauwkeurig onderzoek confronteerde de politie Adams op 1 oktober 1956 met hun verdenkingen betreffende de doodsoorzaken van Edith Morrell en Gertrude Hullett, en de erfenissen die hij na hun dood had gekregen. Adams zei dat Mrs. Morrell dood had willen gaan, en dat het geen misdaad was om een chronisch zieke uit zijn of haar lijden te verlossen. Volgens hem kon een dokter nooit aansprakelijk worden gesteld voor een daad van menslievendheid. Toch stond hij terecht in Old Bailey in maart 1957 voor de moord op Edith Alice Morrell. Dankzij het pleidooi van zijn advocaat, Sir Frederick Geoffrey Lawrence, werd Adams vrijgesproken. De advocaat wees op de tegenstrijdigheden in de verklaringen die de verschillende verpleegsters hadden afgelegd betreffende de hoeveelheden morfine en heroïne die Adams aan de vrouw had verstrekt. Omdat Adams zelf niet in de getuigenbank verscheen, was het volgens de Engelse wet niet toegestaan om bewijsmateriaal te gebruiken dat van een andere zaak (de dood van Gertrude Hullett) afkomstig was. Daarom mocht de verpleegster die Adams, na Mrs. Hulletts dood, ervan beschuldigd had haar te hebben vermoord, niet gehoord worden. De jury velde haar oordeel op 10 april 1957 en John Adams was weer een vrij man.

## (On)schuldig?
Adams stapte uit de National Health Service in 1957 en werd veroordeeld tot een boete van £2200 wegens het vervalsen van doktersrecepten het jaar daarop en werd vervolgens van het medisch register geschrapt. Hoewel veel mensen hem nog steeds zagen als een moordenaar, bleef Adams in Eastbourne wonen. In 1961 werd hij in ere hersteld als huisarts. John Bodkin Adams stierf op 4 juli 1983. Zijn geschatte vermogen was £402.970. Tot aan de dag dat hij overleed bleef hij erfenissen krijgen van dankbare en rijke patiënten. Sommige mensen geloven nog steeds dat hij moordde voor geld; anderen zijn van mening dat hij een vorm van euthanasie toepaste.